# Залужный, Иван Аникеевич
Иван Аникеевич Залужный (укр. Іван Оникійович Залужний; 10 мая 1918, с. Кисличеватая — 31 октября 2021) — советский военный деятель, полковник морской пехоты ВМФ СССР, участник Великой Отечественной и советско-японской войн. Кавалер множества орденов и медалей, мастер спорта СССР по стрельбе.

## Биография
Родился в деревне Кисличеватая, входившей в состав Томаковки (Екатеринославская губерния, ныне Днепропетровская область). Призван в 1938 году в РККА, начал службу в 14-м горнострелковом полку, награждён знаком «Отличник РККА». Участвовал в Великой Отечественной войне, в 1942 году участвовал в составе 297-го отдельного стрелкового полка Шкотовского сектора береговой обороны Тихоокеанского флота в Сталинградской битве. С 1944 года член ВКП(б). 14 августа 1945 года как лейтенант-командир пулемётного взвода участвовал в морской десантной операции по захвату северокорейского города Сэйсин, за что 30 сентября 1945 года представлен к Ордену Ленина, награждён в итоге орденом Красного Знамени. Дослужился до звания полковника.
В послевоенные годы отметился на спортивном и трудовом поприще, получил звание мастера спорта СССР по стрельбе, входил в коллегию спортивных арбитров РСФСР. Награждён знаком «Победитель социалистического соревнования» и медалью «Ветеран труда». Награждён рядом юбилейных медалей в честь юбилеев Вооружённых сил СССР, Победы в Великой Отечественной войне; отмечен рядом российских наград. В 1985 году награждён Орденом Отечественной войны II степени. Имеет также Орден Красной Звезды, медаль «За боевые заслуги», Почетный знак комитета советских ветеранов за активное патриотическое воспитание молодежи. Проживает в Запорожье.
С лета 2014 года Иван Аникеевич Залужный выступает на встречах с участниками АТО в Донбассе. В августе на похоронах своего внука Ивана Гутника-Залужного, убитого в Донбассе, обратился с призывом к участникам АТО как можно скорее восстановить конституционный порядок в Донбассе, а также обратился к Президенту РФ Владимиру Путину с требованием немедленно прекратить кровопролитие. В конце апреля 2015 года дал интервью, в котором рассказал о своей жизни и о внуке. Удостоен встречи с Президентом Украины Петром Порошенко и генсеком ООН Пан Ги Муном.
В 2017 году на Украине появился бигборд, на котором изображён полковник Иван Залужный, пожимающий руку сотнику УПА Мирославу Симчичу на встрече за два года до этого. Впоследствии стало известно, что Украинский институт национальной памяти использовал фотографию рукопожатия без согласия Залужного. По его словам, ему «ничего не говорили и никто не спрашивал моего разрешения. Если бы меня спрашивали, может я не согласился бы на это. Но меня не спрашивали».
Скончался 31 октября 2021 года.

## Награды

### Украина
- Орден Богдана Хмельницкого III ст.
- Орден «За мужество» III ст. (2018)[10]
- Медаль «Защитнику Отчизны»
- Юбилейная медаль «60 лет освобождения Украины от фашистских захватчиков»

### СССР
- Орден Красного Знамени (30 сентября 1945)
- Орден Отечественной войны II степени (дважды, 23 декабря 1985)
- Орден Красной Звезды
- Медаль «За боевые заслуги»
- Медаль «В ознаменование 100-летия со дня рождения Владимира Ильича Ленина»
- Медаль «За победу над Германией в Великой Отечественной войне 1941—1945 гг.»
- Медаль «Двадцать лет Победы в Великой Отечественной войне 1941—1945 гг.»
- Медаль «Тридцать лет Победы в Великой Отечественной войне 1941—1945 гг.»
- Медаль «Сорок лет Победы в Великой Отечественной войне 1941—1945 гг.»
- Медаль «За победу над Японией»
- Медаль «Ветеран труда»
- Медаль «30 лет Советской Армии и Флота»
- Медаль «50 лет Вооружённых Сил СССР»
- Медаль «60 лет Вооружённых Сил СССР»
- Медаль «70 лет Вооружённых Сил СССР»
- Медаль «За безупречную службу» I ст.
- Знак «Отличник РККА»
- Мастер спорта СССР по стрельбе

### Россия и СНГ
- Медаль Жукова
- Юбилейная медаль «50 лет Победы в Великой Отечественной войне 1941—1945 гг.»
- Юбилейная медаль «60 лет Победы в Великой Отечественной войне 1941—1945 гг.»
- Юбилейная медаль «300 лет Российскому флоту»

## Семья
- Дочь: Галина Ивановна Залужная, руководитель проектной фирмы, в середине 1980-х занималась восстановлением инфраструктуры в Афганистане во время Афганской войны
- Внук: Иван Викторович Гутник-Залужный (1990—2014), командир запорожского взвода Национальной гвардии Украины. Убит во время АТО в Донбассе. Кавалер ордена «За мужество» III степени (посмертно).